# Uche Nsonwu-Amadi
Uche Nsonwu-Amadi, né le 17 janvier 1978 à Lagos (Nigeria), est un joueur professionnel nigérian de basket-ball. Il mesure 2,08 m.

## Biographie
Nsonwu-Amadi intègre le club universitaire des Cowboys du Wyoming de l'université du Wyoming en 2000.
En décembre 2013, Nsonwu-Amadi se blesse aux ischio-jambiers et est remplacé par Will Hudson comme pigiste médical. Le 22 février, il fait son retour contre Dijon.
Le 10 août 2015, à 37 ans, il met un terme à sa carrière.

## Palmarès

### En club
- Vainqueur de la Coupe de France en 2008

### Distinctions personnelles
- All-Star Game LNB (sélection étrangers) : 2007, 2009

## Référence
1. ↑  « Pro A - Transfert: Villeurbanne va engager Will Hudson comme pigiste médical », AFP, 30 décembre 2013
2. ↑  Léo Belnou, « ASVEL : Uche Nsonwu-Amadi de retour de blessure », catch-and-shoot.com, 18 février 2014
3. ↑  Alexandre Lacoste, « Uche Nsonwu raccroche », sur bebasket.fr, 10 août 2015 (consulté le 13 août 2015)